# Siluan (Nikitin)
Siluan (světským jménem: Sergej Sergejevič Nikitin; * 17. června 1986, Orel) je ruský duchovní Ruské pravoslavné církve, biskup petěrgofský a vikář petrohradské eparchie.

## Život
Narodil se 17. června 1986 v Oreli.
Po střední škole č. 17 v rodném městě studoval religionistiku na Orelské statní univerzitě. Roku 2008 nastoupil na Sretěnský duchovní seminář a roku 2012 byl přijat mezi bratry Sretěnského monastýru, kde byl 16. srpna postřižen na rjasofora se jménem Sergij na počest svatého Sergije Radoněžského. Následující den jej biskup voskresenský Savva (Michejev) rukopoložil na jerodiákona. Dne 16. dubna 2013 byl postřižen do malé schimy se jménem Siluan na počest svatého Siluana Athoského a 4. května přijal z rukou patriarchy moskevského Kirilla kněžské svěcení.
Od roku 2013 přednášel na Sretěnském duchovním semináři. O rok později se stal zástupcem hlavního redaktora vydavatelství Sretěnského semináře a roku 2018 ředitelem vydavatelství.
Dne 4. května 2017 obhájil dizertaci naMoskevské duchovní akademii a získal titul kandidát bohosloví. Od roku 2018 studoval na fakultě historie Lomonosovovy univerzity. Přednášel církevní historii na Moskevské duchovní akademii.
Dne 9. července 2019 jej Svatý synod zvolil biskupem petěrgofským, vikářem petrohradské eparchie a rektorem Petrohradské duchovní akademie. Dne 16. července byl povýšen na archimandritu a 18. července proběhla jeho biskupská chirotonie. Hlavním světitelem byl patriarcha moskevský a celé Rusi Kirill.